# Eugnophomyia flagrans
Eugnophomyia flagrans is een tweevleugelige uit de familie steltmuggen (Limoniidae). De soort komt voor in het Neotropisch gebied.